# 藤森成吉
藤森 成吉（ふじもり せいきち、1892年8月28日 - 1977年5月26日）は、日本の小説家、劇作家。

## 略歴
長野県諏訪郡上諏訪町（現・諏訪市）生まれ。長野県立諏訪中学校（現・長野県諏訪清陵高等学校・附属中学校）卒業、第一高等学校卒業、東京帝国大学文科大学独文科卒業。
東京帝大在学中に執筆した『波』で小説家として広く知られるようになった。1926年以降劇作に転向し『何が彼女をさうさせたか』が話題を呼んだ。社会主義への関心も深め、全日本無産者芸術連盟の初代委員長を務めた。このとき、細井和喜蔵の『女工哀史』の出版にも尽力している。1928年の第16回衆議院議員総選挙に、労働農民党公認で長野3区から立候補したが次々点に終わる。
1933年（昭和8年）、治安維持法違反で検挙。公判中に日本プロレタリア作家同盟から脱退することを表明した。
第二次世界大戦後は、日本共産党に入党。新日本文学会の創立に参加、日本国民救援会の運動にも熱心に参加したが、
党内対立激化のあおりをうけて1950年（昭和25年）までに新日本文学会を離れ、江馬修らと『人民文学』を創刊した。
墓所は青山霊園。

## 年譜
- 1892年（明治25年） - 上諏訪町角間で薬種商の長男として誕生。
- 1914年（大正3年）5月 - 東京帝大在学中に窪田空穂のすすめにより『波』を自費出版。
- 1916年（大正5年）- 東京帝大独文科首席卒業（卒業生は一人）岡倉由三郎の娘信子と結婚。
- 1926年（大正15年）5月 - 戯曲『磔茂左衛門』　1928年（昭和3年）上演禁止
- 1926年6月 - 戯曲『犠牲』（同年7月までに上演禁止[4]）
- 1927年（昭和2年）1月 - 戯曲『何が彼女をさうさせたか』
- 1930年（昭和5年）1月 - 印税収入により夫妻で渡欧（1932年まで滞独）。この間、ハリコフ会議（国際革命作家同盟第2回会議）に出席。
- 1933年（昭和8年）2月 - 治安維持法違反で検挙され歴史小説に転向
- 1933年（昭和8年）6月 - 学芸自由同盟に参加[5]。
- 1935年（昭和10年）7月 - 小説『渡辺崋山』
- 1939年（昭和14年）1月 - 戯曲『若き啄木』
- 1940年（昭和15年）9月 - 戯曲『大原幽学』
- 1941年（昭和16年）12月 - 戯曲『頼山陽』
- 1944年（昭和19年)11月 - 戯曲『岡倉天心覚書』
- 1948年（昭和23年）
  - 神奈川県逗子に移住
  - 日本共産党に入党
- 1950年（昭和25年） - 『人民文学』創刊
- 1975年（昭和50年） - 伊豆大島に文学碑建立（『波』出版六十周年記念）
- 1977年（昭和52年） - 散歩中にトラックに轢かれたことが原因で死去した。

## 著書
- 『波』中興館書店、1914（改造社）
- 『新しい地』新潮社 1919
- 『研究室で』聚英閣 1920
- 『寂しき群』叢文閣 1920
- 『若き日の悩み』新潮社 1920　のち角川文庫
- 『煩悩』新潮社 1921
- 『芸術を生む心』金星堂 1921
- 『妹の結婚』叢文閣 1921
- 『煉獄』新潮社 1921
- 『床甚』金星堂名作叢書 1922
- 『雲雀』金星堂名作叢書 1922
- 『旧先生』新潮社 1923
- 『大地の匂ひ』人文社(自然を対象として)1923
- 『東京へ』改造社 1923
- 『暖き手紙』新潮社(新進作家叢書) 1924
- 『鳩を放つ』玄文社 1924
- 『反逆芸術家』聚英閣 1924
- 『狼へ わが労働』春秋社 1926
- 『故郷』改造社 1926
- 『悩み笑ふ ユウモア小説集』改造社 1926
- 『磔茂左衛門・犠牲』新潮社 1926
- 『何が彼女をそうさせたか?』改造社 1927　のち角川文庫、岩波文庫
- 『相恋記』春陽堂 1928
- 『同志』南蛮書房 1929
- 『光と闇』戦旗社(日本プロレタリア作家叢書) 1929
- 『受験小説選集』（編）考へ方研究社 1929
- 『蜂起』日本プロレタリア傑作選集 第11巻 日本評論社 1930
- 『土堤の大会と改作磔茂左衛門』中外書房 1931
- 『藤森成吉全集 第1集』改造社(日本文学大全集)1932
- 『飢』叢文閣 1933
- 『ロート・フロント』学芸社 1933
- 『争ふ二つのもの』日本プロレタリア作家同盟出版部 1933
- 『ヨーロッパ印象記』大畑書店 1934
- 『小説渡辺崋山』改造社 1935　のち角川文庫
- 『星の島』リアリズム文学叢書 文学案内社 1936
- 『江戸城明渡し』改造社 1938
- 『悲恋の為恭』改造社 1938
- 『若き啄木』新潮社 1939
- 『風雨帖 随筆集』改造社 1939
- 『陸奥宗光・幡随院長兵衛 戯曲集』高見沢木版社 1940
- 『大原幽学』筑摩書房 1940
- 『愛と闘ひ 随筆集』竹村書房 1941
- 『花ある路』万里閣 1941
- 『純情』（新潮社）1941
- 『頼山陽』至文堂(青少年日本文学) 1942
- 『山の子の歌』佃書房 1942
- 『若き洋学者』日新書院 1942
- 『太陽の子』新潮社 1944
- 『夢日記 野村望東尼』生活社 1946
- 『娘』明日香書房 1947
- 『ピオの話』文化書院 1948
- 『藤森成吉全集』第1部 全9巻 小峰書店 1948
- 『悲しき愛』角川小説新書　1955
- 『愛のなかの詩人』東都書房 1959
- 『悲歌』三一新書 1960
- 『渡辺崋山の人と芸術』春秋社 1962
- 『知られざる鬼才天才』春秋社 1965
- 『渡辺崋山 夜明け前のエレジイ』造形社 1971
- 『近代日本の先駆者たち 幕末の洋学』新日本新書 1972
- 『呼び声』日本青年出版社 1972
- 『独白の女』未来社 1973
- 『絵画曼陀羅 美術随想と作家論』造形社 1973
- 『詩と映像』プロ・アート出版部 1973
- 『詩曼荼羅』柏書房 1976
- 『第二詩曼陀羅 三体詩集-詩・短歌・俳句』起点社 1976

### 翻訳
- ショーの見たアメリカとロシヤ バーナード・ショー 木星社書院 1933
- 金谷上人行状記 ある奇僧の半生 横井金谷 平凡社東洋文庫 1965

## 伝記
- 中田幸子『叛逆する精神　評伝藤森成吉』 国書刊行会 2021